# Екстервенсхеканал
Екстервенсхеканал (нід. Eexterveenschekanaal) — село в нідерландській провінції Дренте. Входить до муніципалітету А-ен-Гюнзе.
Його площа становить 12,27 км², а населення станом на 2021 рік складало 225 осіб.
Перша згадка про населений пункт датується 1899 роком.

## Галерея

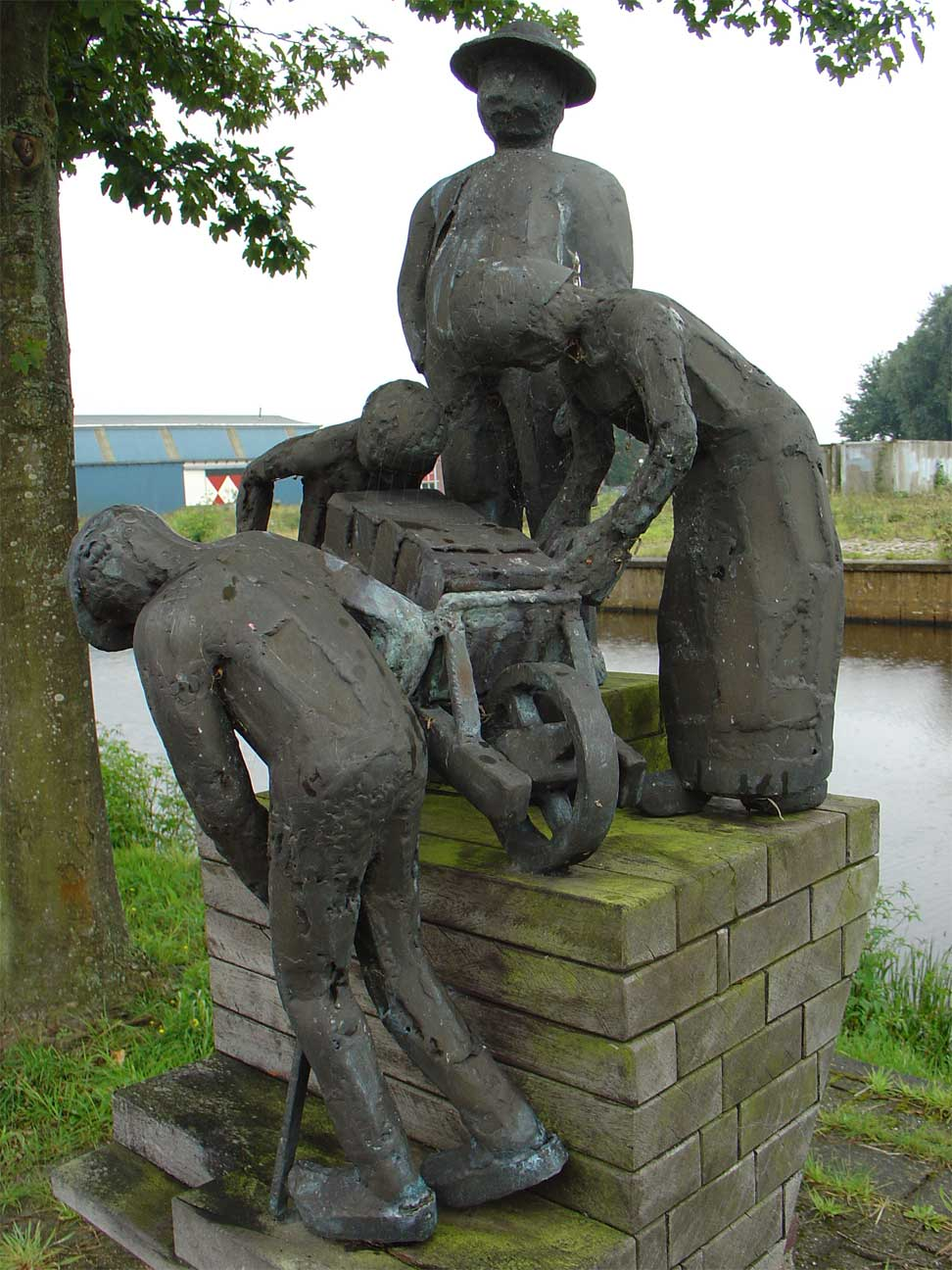
Статуя видобувачів торфу
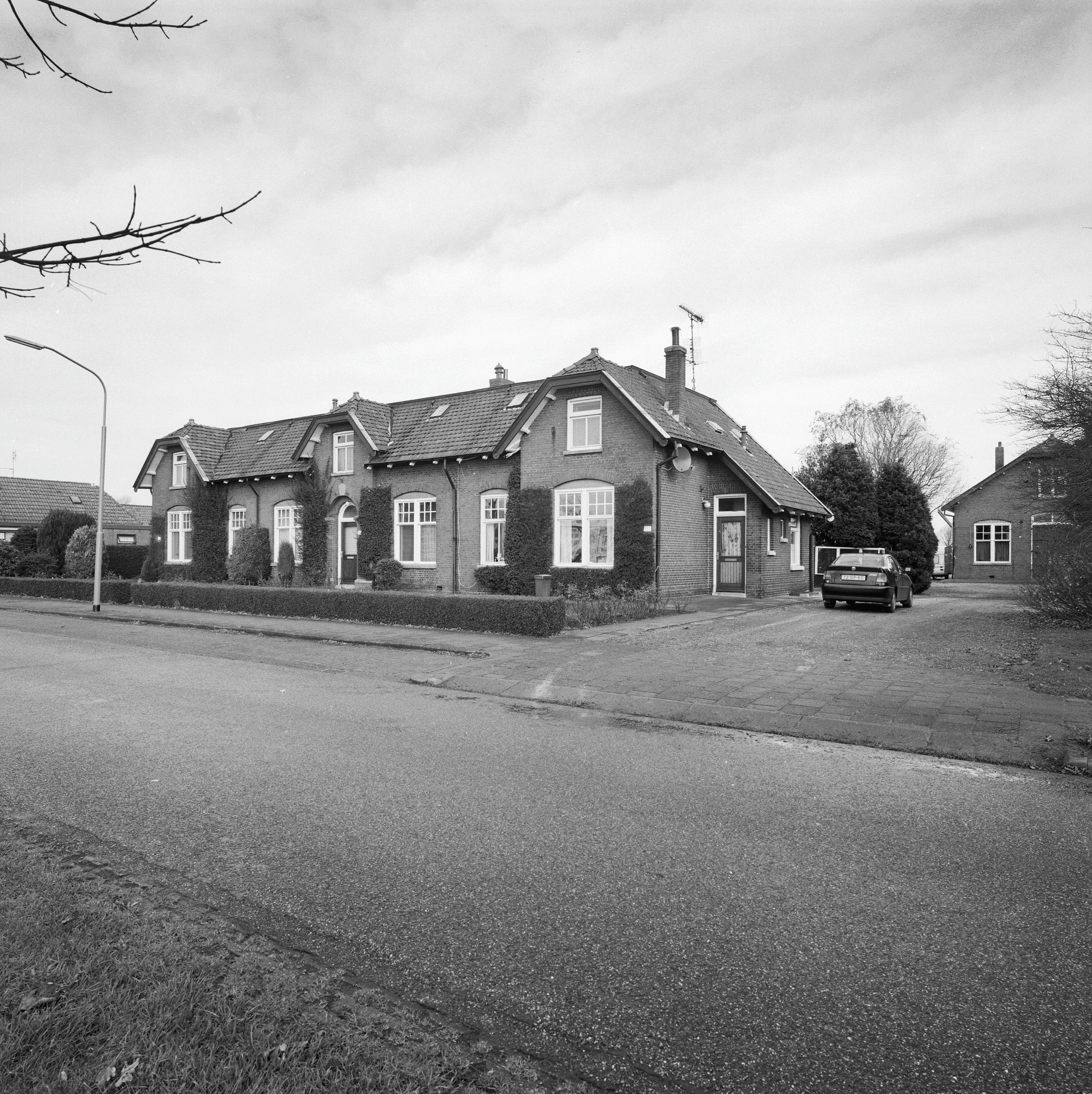
Будинок працівників поліції